# Simmerath
Simmerath je grad u Sjevernoj Rajni-Vestfaliji u Njemačkoj na jezero Ruru u Eifelu. Jedno je od 10 općinskih središta okruga Region Aachena.

## Gradovi prijatelji
- Maubert-Fontaine (Francuska)
- Lendelede (Belgija)
- Schilde (Belgija)